# Georges Jacques Danton
Georges Jacques Danton (Arcis-sur-Aube, 26 de outubro de 1759 – Paris, 5 de abril de 1794) foi um advogado e político francês que se tornou uma figura destacada nos estágios iniciais da Revolução Francesa.

## História
Georges Jacques Danton nasceu em uma família da pequena burguesia, no dia 26 de outubro de 1759, em uma cidade chamada Arcis-sur-Aube, sendo extremamente inteligente e um pouco rebelde, filho do advogado Jacques Danton e da sua segunda esposa, Marie-Madeleine Camus. Após estudar no seminário de Troyes, decidiu seguir carreira jurídica como o pai. Porém, achava que a cidade era muito pequena para as suas pretensões, pelo que decidiu ir para Paris. Lá, trabalhou com um advogado muito famoso, que lhe dava comida e abrigo em troca da sua ajuda com os processos, pela parte da manhã, enquanto à noite Danton estudava direito e nos tempos vagos praticava esportes e frequentava o café Parnasse, que era um ponto de encontro de jovens para discutir política e inovações sociais, onde Danton começou a chamar atenção dos jovens devido ao seu discurso. Consegue a sua licenciatura em Direito em 1784, pela faculdade de Reim, a mais fácil de passar nos exames e começou a exercer a profissão, focando-se nas alianças e nos seus contatos jurídicos, o que foi muito bom para ele, já que, quando passou por problemas financeiros, conseguiu em 1787, através de seus contatos, ser nomeado advogado do rei, passando a obter clientes influentes.
Dois anos depois, começou a participar, junto com Jean-Paul Marat e Camille Desmoulins, em reuniões no distrito de Cordeliers, de onde saíram os líderes dos "sans-culottes", a camada da população composta por artesãos, aprendizes e proletários.
Dada a sua eloquência e facilidade em proferir discursos, tornou-se presidente dos "cordeliers", mas passou a obter discordâncias com o próprio partido e isso o levou buscar refúgio fora da França. Graças a algumas alianças políticas que tinha, conseguiu retornar à França e, quando retornou, foi nomeado Ministro da Justiça, porém, com pretensões maiores, renunciou para se eleger como deputado de Paris, opondo-se a Robespierre. Em relação à revolução, Danton era contra a violência, o que o fez ser um dos integrantes do largo revolucionário da salvação pública. O seu talento oratório se exprimia com frases violentas, mas era indulgente e considerava-se discípulo dos filósofos iluministas, mesmo não tendo lido muitas de suas obras. Não via como conspiradores todos os que não compartilhassem da mesma visão de mundo dele.
Em 1789, o cenário político começou a ficar mais tenso, com a chegada do inverno, aumento do preço de alimentos, etc. Enquanto a população passava por situações de miséria, a nobreza gozava de seus luxos. Neste momento, explode a famosa revolução francesa e, no meio deste cenário, Danton ganha destaque, com os seus discursos convincentes e as suas ideias de inovação social, adquirindo admiração da população que sofria com as mazelas da época
Dois anos depois, em 1791, no decorrer do processo revolucionário iniciado em 1789, Danton apoiou os jacobinos que queriam a substituição de Luís XVI por Philippe d'Orleans, enquanto os "cordeliers" exigiam a abdicação do rei.
Danton assinou uma petição redigida por Brissot e apresentada por Choderlos de Laclos. Tal documento pedia a deposição do rei e seria distribuída em Paris, no dia 17 de julho de 1791, que seria o dia no qual os manifestantes iriam até o Campo de Marte para celebrar o aniversário da Tomada da Bastilha.
Aconteceu que as pessoas foram até o local para celebrar, se divertir e encontrar tenores como Danton, Legendre e Fabre D`Eglantine, que acabaram não comparecendo. Quem apareceu foram desconhecidos com uma petição em mãos, que foram sucedidos por outras pessoas que apresentaram uma outra petição mais agressiva, que propunha que o rei fosse a julgamento. Os parisienses assinaram essa petição com certa desconfiança, pois sabiam que o julgamento de Luís XVI não era algo muito provável.
Durante a celebração, houve a chegada da Guarda Nacional carregando uma bandeira vermelha com a mensagem “dispersai ou disparamos”. O que levou a este acontecimento foi que Bailly, que era presidente da Câmara Constitucional, ficou sabendo sobre a petição e foi até La Fayette, comandante da Guarda Nacional. Os dois, junto de seus guardas, se dirigiram ao campo de Marte e foram mal recebidos pelo povo. Bailly tenta reprimir a revolta, decretando a lei marcial que permitia às forças da ordem fazer uso de suas armas. Ninguém sabe ao certo o que aconteceu neste exato momento. La Fayette afirmou que um exaltado da multidão atirou contra ele e errou, levando a primeira fileira de guardas a disparar fogo. Nesse episódio "embaçado" da história, uma centena de pessoas morreram. Segundo La Fayette, fora “sangue derramado desnecessariamente”.
Os dantonistas deviam estar presentes no Campo de Marte, mas fugiram com medo de serem responsabilizados por todo o problema. Foram se abrigar em Fontenay com a intenção de não retornar a Paris, o que foi uma decisão não muito bem pensada. À noite, todos regressam a Paris, exceto Danton que, neste momento, é tido como inimigo do povo por causa disso.
Danton era uma pessoa que tinha discursos muito bons, mas que não tinha a coragem de enfrentar os problemas que causava. Durante a noite em Fontenay, Danton é acordado por pessoas chamando-o de aristocrata sujo e até de inimigo da França, mas o povo acaba se dispersando. No dia seguinte, a Assembleia emite um mandado que visava prender os responsáveis pela influência à desobediência da lei, seja por escrito ou por meio de discursos. Danton acaba conseguindo fugir e vai se abrigar na sua cidade natal, declarando posteriormente que havia ido visitar a sua mãe e cuidar dos seus negócios.
Depois disso tudo, Danton vai fazer contatos políticos na Inglaterra, se aproveitando da situação em que os sogros e os cunhados tinham ido para lá. Ele fez contato com o primeiro ministro, que era completamente contra a Revolução, e com pessoas que queriam se aliar aos revolucionários. Hermann diz em sua carta que Danton foi para emigrar, mas na verdade foi fazer contatos políticos.
Quando Danton retorna da Inglaterra, acontecem várias coisas que levam ao episódio de 10 de agosto. La Fayette pede demissão da Guarda Nacional e Bailly deixa de ser o comandante da Assembleia. Assim, os dois maiores inimigos de Danton saíram do seu caminho, sem que ele fizesse mínimo esforço.
Na época de 1792, quando a guerra fratricida estava prestes a acontecer, Danton era uma pessoa meio dúbia, que esteve dos dois lados até a guerra “explodir”. Houve, porém, um momento em que ele finalmente se posicionou, dizendo que a guerra era necessária, mas antes que a mesma acontecesse era preciso esgotar todos os meios possíveis para evitá-la.
Danton era uma pessoa que discursava muito bem, a maior prova disso foi quando ele retornou da Inglaterra e ocupou seu posto de primeiro-substituto, notou que todo o povo estava contra ele, mas bastou um discurso para que todos os parisienses voltassem a apoiá-lo.
Os meios que Danton disse que teria de esgotar se referiam ao discurso. Além de Danton, outra pessoa que tinha um discurso muito dúbio era Luís XVI. No dia 10 de junho, ele prometeu que iria respeitar a Constituição e, logo em seguida, fugiu. É uma série acontecimentos, uma sucedendo a outra, que levou ao 10 de agosto e Danton se tem como o responsável pelo episódio. No dia 6 de agosto, ele encontrou com Santerre, que era um cervejeiro muito conhecido e que ficou à frente dos revolucionários. Santerre avisou a ele que, se a Assembleia não tomasse um partido logo, o povo ia tomar, e iriam tomar as Tulheiras. Luís ficou contra a parede. Danton fugiu, foi novamente se abrigar na casa da mãe e voltou só para ganhar honras.
Em setembro de 1792, frente à ameaça de uma invasão prussiana, o clima de traição e desconfiança tomou a todos. O povo, num ato descontrolado, invadiu as prisões cheias de defensores da nobreza, matando os prisioneiros a golpes de pau, espada e foice. Tal episódio ficou conhecido como "os massacres de setembro".
Temendo a repetição de tais atos brutais, Danton participou da criação do Tribunal Revolucionário. O paradoxo da Revolução persistia: ao mesmo tempo em que ela não poupava sangue, multiplicavam-se os decretos pelos direitos gerais da cidadania.
Danton entrou no Comitê de Salvação Pública, órgão executivo da República, responsável pela política estrangeira e por assuntos militares. Rapidamente emergiram os problemas. Mesmo os jacobinos o acusam de defender interesses próprios. Robespierre tomou a frente do Comitê. Danton defendeu as reivindicações dos "sans-cullotes" e apoiou a criação do exército revolucionário.
Devido às suas posições, pediu licença em outubro de 1793 e retirou-se para Arcis-sur-Aube. Retornando em novembro, perdeu o seu lugar no grupo dos "cordeliers" para seu antigo amigo Jacques Hébert, que espalhava ideias socialistas. Criou o movimento dos indulgentes, repeliu a violência antirreligiosa e desaconselhou a execução de Maria Antonieta.
A ruptura dos dantonistas com os jacobinos foi consumada no fim de 1793, período durante o qual Robespierre tentou manter o equilíbrio político do seu governo, afastando mais os radicais e os moderados. Devido às medidas tomadas por Robespierre, Danton encontrava-se isolado e acabou acusado de ser um inimigo da República.
Foi julgado pelo Tribunal Revolucionário, devido a uma acusação preparada por Saint-Just. Como estava sendo julgado pelos jacobinos, que eram seus inimigos, sabia que não tinha chance. Então, para tentar fugir da pena de morte, ele decide usar a sua fama com o público e coloca em prática uma estratégia arriscada que é tentar por meio das pessoas confundir os juízes para que ele pudesse ser absolvido. Ele chega ao tribunal imponente, olhando diretamente para o juiz e os intimidando.
Depois das formalidades dos tribunais, Danton apresenta-se da seguinte forma: “Tenho 34 anos. Nasci em Arcis-sur-Aube, advogado do Conselho, revolucionário e representante do povo. O meu domicílio? Em breve o nada, depois o Panteão da história. Isso importa-me pouco. O povo respeitará a minha cabeça, sim, a minha cabeça guilhotinada”. Com essa resposta, ele ironiza o tribunal, pois não importava o que eles fizessem, Danton estava acima disso, ele representava o povo e a revolução. Ao ouvirem isso, as pessoas presentes no tribunal começaram a torcer por ele. Então, vendo isso, ele descobre a ferramenta mais eficaz para si naquele momento: a população.
Ao ler a acusação de Danton, o juiz afirma que ele teria participado em um esquema de especulação financeira na companhia das ilhas ocidentais, porém não havia provas de que ele teria participado disso e nem qual o seu papel naquele esquema. Danton contesta o juiz, acha isso injusto e profere seus protestos. As pessoas presentes compram a sua ideia e começam a tumultuar a sessão. Dessa forma, o juiz suspende a sessão. No entanto, apesar de Danton ser extremamente eloquente e ter um discurso extremamente forte e convincente, é condenado à guilhotina. Foi guilhotinado em 5 de abril de 1794 em companhia de Camille Desmoulins.

## Representações
- 1 C.F. Beaulieu, Biographie Ancienne et Moderne, tomo 10, Michaud , Paris, 1813
- 2 A.V. Arnault, Souvenirs d’un sexagénaire, librairie Dufey, Paris, 1833. Réédition: Champion, Paris, 2003
- La Mort de Danton: peça teatral de Georg Büchner (1835)
- Danton: (Andrzej Wajda, 1982), com Gérard Depardieu.
- La Révolution française : (Robert Enrico e Richard T. Heffron, 1989), com Klaus Maria Brandauer.
- Danton et Robespierre seguido de La Liberté ou la mort, dois espetáculos de Robert Hossein co-escritos com Alain Decaux.
- La Mort du Révolutionnaire: peça teatral de Patrick Lacombe (2006)
- OTTO, Pierre. Luís XVI - Danton - Revolucionários - Coleção: Grandes Julgamentos. Lisboa: Ed. Amigos do Livro, (1973).